# 2024 en jeu vidéo
Cet article présente les faits marquants de l'année 2024 concernant le jeu vidéo.

## Événements
- Dans la continuité de 2023, de nombreux licenciements dans l'industrie du jeu vidéo ont eu lieu en début d'année (plus de 6 000, rien que pour janvier)[1], comprenant notamment :
  - 1 900 postes chez Microsoft pour ses filiales Activision-Blizzard, Xbox et Zenimax (8% des effectifs de sa branche jeux vidéo),
  - 1 800 postes chez Unity (25% des effectifs). Unity avait déjà licencié plus de 900 personnes l'année précédente[2],
  - 530 postes chez Riot Games (11% des effectifs)[3],
  - 500 postes chez Twitch (environ un tiers des effectifs).
- début mai : 
  - Après avoir annoncé la liaison à venir des comptes Steam et PlayStation pour les joueurs de Helldivers 2, PlayStation annule cette décision à la suite d'une forte réception négative de la part des joueurs[4].
  - Microsoft annonce la fermeture de 4 de ses studios de la branche Bethesda-ZeniMax Media : Arkane Austin, Tango Gameworks, Alpha Dog Games et Roundhouse Studios[5].

## Jeux notables
Les jeux suivants sont prévus pour une sortie en 2024 :

### Janvier
- 18 janvier :
  - Prince of Persia: The Lost Crown (Windows, PlayStation 4, PlayStation 5, Xbox One, Xbox Series, Nintendo Switch, Amazon Luna)

- 26 janvier :
  - Like a Dragon: Infinite Wealth (Windows, PlayStation 4, PlayStation 5, Xbox One, Xbox Series)
  - Tekken 8 (Windows, PlayStation 5, Xbox Series)

### Février
- 2 février :
  - Suicide Squad: Kill the Justice League (Windows, PlayStation 5, Xbox Series)

- 8 février :
  - Helldivers 2 (Windows, PlayStation 5)

- 13 février :
  - Banishers: Ghosts of New Eden (Windows, PlayStation 5, Xbox Series)

- 14 février :
  - Tomb Raider I–III Remastered (Windows, PlayStation 4, PlayStation 5, Xbox One, Xbox Series, Nintendo Switch)

- 16 février :
  - Mario vs. Donkey Kong (Nintendo Switch)

- 21 février :
  - Last Epoch (Windows, Linux)

- 22 février :
  - Pacific Drive (Windows, PlayStation 5)

- 29 février :
  - Final Fantasy VII Rebirth (PlayStation 5)

### Mars
- 20 mars :
  - Alone in the Dark (Windows, PlayStation 5, Xbox Series)

- 21 mars :
  - Call of Duty: Warzone Mobile (iOS, Android)

- 22 mars :
  - Dragon's Dogma 2 (Windows, PlayStation 5, Xbox Series)
  - Princess Peach: Showtime! (Nintendo Switch)
  - Rise of the Rōnin (PlayStation 5)

### Avril
- 23 avril :
  - Eiyuden Chronicle: Hundred Heroes (Windows, PlayStation 4, PlayStation 5, Xbox One, Xbox Series, Nintendo Switch)
- 25 avril :
  - Another Crab's Treasure (Windows, PlayStation 5, Xbox Series, Nintendo Switch)
- 26 avril :
  - Stellar Blade (PlayStation 5)

### Mai
- 13 mai :
  - Homeworld 3 (Windows)
- 16 mai :
  - Ghost of Tsushima (Windows)
- 21 mai :
  - Senua's Saga: Hellblade II (Windows, Xbox Series)
- 29 mai : Squad Buster (Android, iOS)

### Juin
- 7 juin :
  - Bodycam (Windows)
  - Empires of the Undergrowth (Windows)
- 21 juin :
  - Elden Ring: Shadow of the Erdtree (Windows, PlayStation 4, PlayStation 5, Xbox One, Xbox Series)

### Juillet
- 17 juillet :
  - Asphalt Legends Unite (Android, iOS, Windows, Mac, Nintendo Switch, Xbox Series, Steam, PlayStation 4, PlayStation 5)
- 18 juillet :
  - Flintlock: The Siege of Dawn (Windows, PlayStation 5, Xbox Series)
- 19 juillet :
  - Kunitsu-Gami: Path of the Goddess (Windows, PlayStation 4, PlayStation 5, Xbox One, Xbox Series)

### Août
- 2 août :
  - World of Goo 2 (Windows, macOS, Linux, Switch)

- 20 août :
  - Black Myth: Wukong (Windows, PlayStation 5)

- 29 août :
  - Visions of Mana (Windows, PlayStation 4, PlayStation 5, Xbox Series)

- 30 août :
  - Star Wars Outlaws (Windows, PlayStation 5, Xbox Series)

### Septembre
- 4 septembre :
  - Age of Mythology: Retold (Windows, Xbox Series)

- 6 septembre :
  - Astro Bot (PlayStation 5)

- 9 septembre :
  - Warhammer 40,000: Space Marine 2 (Windows, PlayStation 5, Xbox Series)

- 10 septembre :
  - Satisfactory (Windows)

- 12 septembre :
  - Test Drive Unlimited Solar Crown (Windows, PlayStation 5, Xbox Series)

- 17 septembre :
  - Final Fantasy XVI (Windows)

- 19 septembre :
  - God of War Ragnarök (Windows)

- 20 septembre :
  - Frostpunk 2 (Windows, PlayStation 5, Xbox Series)

- 24 septembre :
  - Ara: History Untold (Windows)

- 26 septembre :
  - The Legend of Zelda: Echoes of Wisdom (Nintendo Switch)

- 27 septembre :
  - EA Sports FC 25 (Windows, PlayStation 4, PlayStation 5, Xbox One, Xbox Series, Nintendo Switch)

### Octobre
- 4 octobre :
  - Until Dawn (Windows, PlayStation 5)

- 8 octobre :
  - Silent Hill 2 (Windows, PlayStation 5)

- 11 octobre :
  - Metaphor: ReFantazio (Windows, PlayStation 4, PlayStation 5, Xbox Series)
- 23 octobre :
  - Rivals of Aether II (Windows)

- 25 octobre :
  - Call of Duty: Black Ops 6 (Windows, PlayStation 4, PlayStation 5, Xbox One, Xbox Series)
  - Ys X: Nordics (Windows, Nintendo Switch, PlayStation 4, PlayStation 5, Xbox Series)

- 29 octobre :
  - Life Is Strange: Double Exposure (Windows, PlayStation 5, Xbox Series)
  - Red Dead Redemption (Windows)

- 31 octobre :
  - Dragon Age: The Veilguard (Windows, PlayStation 5, Xbox Series)

### Novembre
- 6 novembre :
  - Planet Coaster 2 (Windows, PlayStation 5, Xbox Series)
- 12 novembre :  
  - Farming Simulator 25 (Windows, Xbox Series,PlayStation 5)
- 19 novembre : 
  - Microsoft Flight Simulator 2024 (Windows, Xbox Series)
- 20 novembre :
  - S.T.A.L.K.E.R. 2: Heart of Chornobyl (Windows, Xbox Series)
  - Genshin Impact (Xbox Series)

### Décembre
- 9 décembre :
  - Indiana Jones et le Cercle ancien (Windows, Xbox Series)